# روسکو پوند
ناتان روسکو پوند (به انگلیسی: Nathan Roscoe Pound)، (زاده ۲۷ اکتبر ۱۸۷۰ – درگذشته ۲۸ ژوئن ۱۹۶۴) یک پژوهشگر حقوق و معلم آمریکایی بود. او از سال ۱۹۰۳ تا ۱۹۱۱ به‌عنوان رئیس کالج حقوق دانشگاه نبراسکا و از سال ۱۹۱۶ تا ۱۹۳۶ رئیس دانشکده حقوق هاروارد بود. او عضو دانشگاه نورث‌وسترن، مدرسه حقوق دانشگاه شیکاگو و هیئت علمی دانشکده حقوق دانشگاه کالیفرنیا، لس آنجلس در سال‌های اولیه تأسیس این دانشکده، از سال ۱۹۴۹ تا ۱۹۵۲ بود. مجله مطالعات حقوقی پوند را به‌عنوان یکی از پراستنادترین دانشمندان حقوقی قرن بیستم معرفی کرده‌است.

## حرفه
پونددر سال ۱۹۰۳، رئیس کالج حقوق دانشگاه نبراسکا شد. او در سال ۱۹۱۱ به عضویت آکادمی هنر و علوم آمریکا انتخاب شد. در همان سال تدریس در هاروارد را آغاز کرد و در سال ۱۹۱۶ رئیس مدرسه حقوق دانشگاه هاروارد شد و تا سال ۱۹۳۷ در این سمت خدمت کرد. او «تفسیر جعلی» را در سال ۱۹۰۷، طرح کلی سخنرانی‌های فقهی در سال ۱۹۱۴، روح حقوق عمومی در سال ۱۹۲۱، قانون و اخلاق در سال ۱۹۲۴، و عدالت کیفری در آمریکا را در سال ۱۹۳۰ نوشت.
در سال ۱۹۰۸ او بخشی از هیئت تحریریه مؤسس اولین مجله حقوق تطبیقی در ایالات متحده، بولتن سالانه دفتر حقوق تطبیقی کانون وکلای دادگستری آمریکا بود. در سال ۱۹۰۹ در مدرسه حقوق دانشگاه شیکاگو تدریس کرد. اگرچه در حال حاضر اغلب از آن یاد نمی‌شود، پوند یک دانشمند حقوق رومی بود. او این موضوع را در نبراسکا، نورث‌وسترن و هاروارد تدریس کرد. پوند به اندازه کافی در زبان لاتین مهارت داشت تا حقوق رومی را به انگلیسی ترجمه کند تا منبعی را که برای آن کلاس‌ها استفاده می‌کرد، ترجمه کند، و پروفسور جوزف هنری بیل گفته بود که «روح حقوق روم را به هاروارد آورده‌است». پوند همچنین بنیان‌گذار جنبش «جامعه‌شناسی حقوق» بود، یکی از منتقدان تأثیرگذار پرونده‌های «آزادی قرارداد» (اصل آزادی قرارداد) دیوان عالی ایالات متحده، که نماد آن لوچنر علیه نیویورک (۱۹۰۵) بود. یکی از رهبران اولیه جنبش برای رئالیسم حقوقی آمریکایی، که برای تفسیری عمل‌گرایانه‌تر و منفعت عمومی از قانون و تمرکز بر چگونگی فرایند حقوقی در واقع، برخلاف (از نظر او) فرمالیسم حقوقی خشک بحث می‌کرد. به گفته پوند، این جنبش‌های فقهی از «تطبیق اصول و آموزه‌ها با شرایط انسانی که قرار است بر آن حاکم باشد، به‌جای اصول اولیه مفروض» حمایت می‌کردند. زمانی که پوند رئیس دانشگاه بود، ثبت‌نام در دانشکده حقوق تقریباً دو برابر شد، اما استانداردهای او به‌قدری دقیق بود که یک سوم از کسانی که تحصیل کرده بودند مدرک دریافت نکردند. در میان این افراد، بسیاری از نوآوران سیاسی بزرگ‌سال‌های نیو دیل بودند.
در سال ۱۹۲۹ رئیس‌جمهور هربرت هوور پوند را به‌عنوان یکی از یازده عضو اصلی کمیسیون ویکرشام در مورد مسائل مربوط به اجرای قانون، فعالیت‌های جنایتکارانه، خشونت پلیس و ممنوعیت الکل در ایالات متحده آمریکا منصوب کرد.
در دوره اول روزولت، پوند در ابتدا از نیو دیل حمایت کرد. در سال ۱۹۳۷، پس از آن‌که روزولت پیشنهاد داد دادگاه‌های فدرال را جمع‌آوری کند و آژانس‌های مستقل را به قوه مجریه وارد کند، پوند به‌طور کلی علیه نیو دیل و جنبش رئالیسم قانونی روی آورد. عوامل دیگری که در این «محافظه‌کاری نهفته» در درون پوند نقش داشتند شامل نبردهای تلخ با لیبرال‌ها در دانشکده حقوق هاروارد، مرگ همسرش و تبادل نظر شدید با کارل لولین بود. پوند برای سال‌ها مدافع صریح این اصلاحات درباری و اداری بود که روزولت پیشنهاد کرد و پذیرفته شد که او تنها به این دلیل محافظه‌کار شد که پس از این‌که همکاران هاروارد ایده‌های او را تغییر دادند فرصتی برای جلب توجه اصلاحات دولتی پس از پیشنهاد روزولت دید.
در سال ۱۹۳۷ پوند از ریاست دانشکده حقوق هاروارد استعفا داد تا استاد دانشگاه شود و به یکی از منتقدان برجسته رئالیست‌های حقوقی تبدیل شد. او ایده‌های خود را در مورد اصلاحات دولتی به چیانگ کای‌شک، رهبر چین پیشنهاد کرد. در سال ۱۹۳۴ پوند مدرک افتخاری را از دانشگاه برلین دریافت کرد که توسط سفیر آلمان در ایالات متحده ارائه شد. او از جمله حقوق‌دانان مشهور آمریکایی بود که به آدولف هیتلر علاقه داشت.
در دهه ۱۹۴۰، پوند تمایل زیادی به جایگزینی جان پی هیگینز به‌عنوان قاضی در دادگاه توکیو داشت، که در حال اجرای یک محاکمه جنایات جنگی در توکیو بود، هرچند که قرار ملاقاتی انجام نشد. او در سال ۱۹۴۰ به عضویت انجمن فیلسوفان آمریکا انتخاب شد. او در سال ۱۹۴۹، سال افتتاح دانشکده حقوق، به هیئت علمی دانشکده حقوق دانشگاه کالیفرنیا پیوست و تا سال ۱۹۵۲ در این دانشکده باقی ماند.

## یادداشت
1. ↑  «نیو دیل» مجموعه‌ای از برنامه‌ها، پروژه‌های عمومی، اصلاحات مالی و مقرراتی بود که توسط رئیس‌جمهور فرانکلین دی. روزولت در ایالات متحده بین سال‌های ۱۹۳۳ و ۱۹۳۸ وضع شد.